# Jules Masselis
Jules Masselis (Ledegem, 19 de novembro de 1886 - Roeselare, 29 de julho de 1965) foi um ciclista profissional da Bélgica.

## Participações no Tour de France
Venceu duas etapas do Tour de France.
- Tour de France 1911 : vencedor da segunda etapa
- Tour de France 1913 : abandonou na 5ª etapa, e venceu uma etapa
- Tour de France 1920 : abandonou na 7ª etapa